# Benjamin Appel
Pour les articles homonymes, voir Appel.
Benjamin Appel, né le 13 septembre 1907 à New York et mort le 3 avril 1977 à Roosevelt dans le New Jersey, est un écrivain américain.

## Biographie
Né à New York, il grandit à Manhattan dans le Hell's Kitchen, un quartier alors réputé pour ses méfaits quotidiens, sa violence et son racisme ordinaire, des expériences qu’il utilisera ensuite pour évoquer la ville de New York dans plusieurs de ses romans. Il exerce divers métiers, travaillant notamment comme manœuvre, employé de banque, bûcheron, agriculteur et inspecteur du logement à New York, avant de devenir écrivain. Il publie ainsi plusieurs romans au cours des années 1930 et 1940 et obtient un certain succès critique et commercial.
Pendant la Seconde Guerre mondiale, il est mécanicien pour l’aviation, puis engagé par la War Manpower Commission et affecté à Manille aux Philippines. De retour aux États-Unis, il s’inspire de son expérience pour écrire le roman Fortress in the Rice qui devient au cinéma en 1963 le film Cry of a Battle, avec James MacArthur, Van Heflin et Rita Moreno dans les rôles principaux.
Il déménage à Roosevelt dans le New Jersey en 1947 où il continue d’écrire, développant une carrière d’écrivain pour la jeunesse qui prédomine dans ses dernières publications. Il participe notamment à l’écriture de la série pour la jeunesse We Were There (en) en signant trois ouvrages de la collection.
Il décède à l’âge de 69 ans.

## Œuvre

### Romans
- Brain Guy ou The Enforcer (1934)
- Four Roads to Death ou Gold and Flesh (1935)
- The Power-House (1939)
- The Dark Stain (1943)
- But Not Yet Slain (1947)
- Fortress in the Rice (1951)
- Plunder (1952)
- Dock Walloper (1953)
- Life and Death of a Tough Guy ou Teen-Age Mobster (1955)
- Hell's Kitchen ou Alley Kids (1956)
- The Raw Edge (1958) Publié en français sous le titre La Cuisine de l’enfer, traduction de Michel Le Houbie, Paris, Fayard, coll. « L'Aventure criminelle » no 112, 1961
- The Funhouse ou The Death Master (1959)
- A Big Man, A Fast Man (1961)
- A Time of Fortune (1963)

### Littérature d'enfance et de jeunesse

#### SérieWe Were There(en)
- We Were There in the Klondike Gold Rush (1956)
- We Were There at the Battle for Bataan (1957)
- We Were There with Cortes and Montezuma (1959)

#### Autres romans
- The Illustrated Book About South America, Including Mexico and Central America (1960 Publié en français sous le titre Amérique du Sud, Mexique, Amérique centrale, traduction de Catherine Ivernois, illustration de Tran Mawicke, Paris, Hachette, coll. « Encyclopédie en couleur », 1961
- With Many Voices: Europe Talks About America (1963)
- Hitler From Power to Ruin (1964)
- Ben-Gurion's Israel (1965)
- Man and Magic (1966)
- Why the Russians Are the Way They Are (1966)
- Why the Chinese Are the Way They Are (1968)
- The Fantastic Mirror: Science Fiction Across the Ages (1969)
- Why the Japanese Are the Way They Are (1973)

## Adaptation

### Au cinéma
- 1963 : Cry of a Battle, film américain réalisé par Irving Lerner d’après le roman Fortress in the Rice, avec James MacArthur, Van Heflin et Rita Moreno